# Aecas aecas
Aecas aecas är en fjärilsart som beskrevs av Stoll 1781. Aecas aecas ingår i släktet Aecas och familjen tjockhuvuden. Inga underarter finns listade i Catalogue of Life.